# 日本児童文学者協会評論新人賞
日本児童文学者協会評論新人賞（にほんじどうぶんがくしゃきょうかいひょうろんしんじんしょう）は、2003年から日本児童文学者協会が主催している、児童文学に関する評論の新人賞。自由テーマの未発表児童文学評論を対象とした公募型の賞で、応募資格はプロアマを問わない。児童文学界において評論のみを対象とした唯一の公募賞である。同人誌などに発表した論は、改作の上であれば応募時にその旨を明記することで投稿が可能である。例年、締め切りは12月末日で、選評は日本児童文学者協会の機関誌『日本児童文学』（小峰書店）の5-6月号に掲載される。入選作は7-8月号に掲載され、佳作であっても掲載が検討される。隔年開催。授賞式は5月下旬、同じく日本児童文学者協会が主催する「日本児童文学者協会新人賞」「日本児童文学者協会賞」「三越左千夫少年詩賞」と一緒に行われる。
なお本項目では、日本児童文学者協会がかつて主催した、本賞の前身にあたる単発の評論賞のことも付記する。

## 本賞制定以前に同協会が主催した評論賞

### 高山賞論文募集（1962年）[3]
- 入賞
  - 安藤美紀夫 「ピノッキオとクォーレ」（『日本児童文学』1962年12月号）
  - 丸山良子 「壺井栄論」（『日本児童文学』1962年12月号）
  - 堀英雄 「古田足日の『ぬすまれた町』をどう評価しどう位置づけたらよいか」（『日本児童文学』1962年12月号）
- 佳作
  - 長谷川潮 「芥川龍之介童話論」
  - 大藤幹夫、向川幹雄/共著 「行動主義の児童文学」
  - 本田和子 「児童文学における『小人』の性格」
  - 石森七重 「新美南吉とその童話」

### 「日本児童文学」本誌200号記念 評論・研究の部（1974年）[4]
- 入選
  - 該当作なし
- 佳作
  - 高森邦明 「新美南吉論を深めるために――異氏の削除を中心として――」（『日本児童文学』1974年2月号）
  - 平野勝重 「絵本「うらしまたろう」考――松谷・岩崎の作品を中心に」（『日本児童文学』1974年3月号）
- 特別佳作
  - 中村妙子 「C・S・ルイスにおける想像的人間(イマジナテイブ・マン)について」（『日本児童文学』1974年4月号）

### 「日本児童文学」三百号記念（1981年）
- 入選
  - 佐藤宗子	「再話の倫理と論理――フィリップ短編の受容」（『日本児童文学』1981年6月号）
- 佳作
  - 宮川健郎 「宮沢賢治「風の又三郎」紀行――"二重の風景"への旅」（『日本児童文学』1981年6月号）
  - 森下みさ子 「安野光雅のAB・C」（『日本児童文学』1981年6月号）
  - 播磨俊子 「「子どもの論理」論再考――序論」（『日本児童文学』1981年6月号）

### 関英雄記念評論・研究論文募集（1999年）
- 入選
  - 西山利佳 「児童文学は「わたし」と世界をつなげるか――「加藤典洋」を児童文学論として読む」（『日本児童文学』1999年9-10月号）
  - 奥山恵 「二つの語り、その90年代的《出口》をめぐって」（『日本児童文学』1999年11-12月号）
- 佳作
  - 目黒強 「共振というコミュニケーション問題」
  - 大橋眞由美 「創業期の金井信生堂の絵本――明治四一(1908)年初版発行絵本を中心として――」

## 受賞作

### 第1回（2003年）
- 入選
  - 相川美恵子 「『うすらでかぶつ』にみる読みの開き方―― 一九七〇年代の入り口をふりかえる」 （『日本児童文学』2003年7-8月号）
- 佳作
  - 藤本恵 「錯綜する物語――薫くみこ『十二歳の合い言葉』の魅力」

### 第2回（2005年）
- 入選
  - 目黒強 「マルチメディアという場所――中景なき時代における児童文学の模索――」 （『日本児童文学』2005年7-8月号）
- 佳作
  - 内川朗子「登校拒否を描いた児童文学の中の『学校へ行く道は迷い道』」
  - 諸星典子 「ホログラフィとしての作品世界――梨木香歩『からくりからくさ』試論――」

### 第3回（2007年）
- 入選
  - 該当作なし
- 佳作
  - 諸星典子 「グラデーションする世界の果て」 （『日本児童文学』2007年7-8月号）
  - 井上乃武 「ファンタジー児童文学の可能性に関する考察――小沢正・岡田淳論――」

### 第4回（2009年）
- 入選
  - 該当作なし
- 佳作
  - 渡邉章夫 「金子みすゞ論――空の向こう側」 （『日本児童文学』2009年7-8月号）
  - 内川朗子 「「空気」を描く児童文学――小学校中級向け作品から考える――」

### 第5回（2012年）
- 入選
  - 該当作なし
- 佳作
  - 芹沢清実 「体験から物語へ 学童疎開の児童文学を読み直す」 （『日本児童文学』2012年7-8月号）
  - 内川朗子 「物語の視界 「空気を読む」ことの描かれ方」

### 第6回（2014年）
- 入選
  - 内川朗子 「「対等」への希求――二宮由紀子作品における関係性――」 （『日本児童文学』2014年7-8月号）
- 佳作
  - 濱崎桂子 「魔女のモノがたり――藤真知子「まじょ子」シリーズ、あんびるやすこ「なんでも魔女商会」シリーズから読み解く消費社会的感性」
  - 谷内田太郎 「〈子どもの読書〉について――砂田弘「どこに子どもの文学の根拠をおくか」をめぐる考察」

### 第7回（2016年）
- 入選
  - 伊藤敬佑 「「離脱」できない現実――郊外のイスラム系移民を描いたフランス児童文学の検討」 （『日本児童文学』2016年7-8月号）
- 佳作
  - 該当作なし

### 第8回（2018年）
- 入選
  - 該当作なし
- 佳作
  - きむらともお 「親が心を病んだとき」（『日本児童文学』2018年7-8月号）
  - 富中佑輔 「還暦の麒麟――佐伯千秋「燃えよ黄の花」試論――」

### 第9回（2020年）
- 入選
  - 該当作なし
- 佳作
  - 該当作なし

### 第10回（2022年）
- 入選
  - 該当作なし
- 佳作
  - 松嶋文乃 「児童文学における「先生」像の今――朝比奈あすか『君たちは今が世界』を起点に――」（『日本児童文学』2022年7-8月号）

### 第11回（2024年）
- 入選
  - 該当作なし
- 佳作
  - 該当作なし

## 選考委員
- 第1回 - 第3回：きどのりこ、佐藤宗子、長谷川潮、藤田のぼる
- 第4回：私市保彦、佐藤宗子、ひこ・田中、藤田のぼる
- 第5回 - 第7回：佐藤宗子、ひこ・田中、藤田のぼる
- 第8回、第9回：井上征剛、佐藤宗子、ひこ・田中、藤田のぼる
- 第10回、第11回：井上征剛、ひこ・田中、藤本恵、宮川健郎